# Auckland
Auckland (pronuncia inglese: [ˈoːklənd]), in māori Tāmaki-makau-rau o Ākarana, è una città della Nuova Zelanda, situata nell'Isola del Nord. La sua area metropolitana è la più grande e popolosa del Paese e dell'intera Polinesia, con circa 1 700 000 abitanti a giugno 2018. La città, comunemente soprannominata Città delle vele, è intitolata a George Eden, I conte di Auckland, primo Lord grand'ammiraglio e governatore generale dell'India. Sorta sull'omonimo istmo, Auckland è una delle pochissime città al mondo ad avere porti su due bacini marittimi distinti, ed è il più importante porto della Nuova Zelanda grazie alla sua posizione sulle rotte transpacifiche.
L'istmo sul quale sorge la città venne colonizzato una prima volta verso il 1350 da genti māori attratte dalla fertilità del terreno; si stima che la popolazione nativa abbia raggiunto le 20 000 unità prima dell'arrivo degli europei. Dopo l'istituzione di una colonia britannica, nel 1840 William Hobson, governatore generale della Nuova Zelanda, scelse il sito come nuova capitale della colonia. Ben presto, verso la metà del XIX secolo, sorsero dei conflitti tra i coloni europei e i māori per il controllo delle terre. Nonostante la perdita del ruolo di capitale nel 1865, Auckland è rimasta il principale polo d'attrazione per l'immigrazione e la più grande città del Paese. Oggi la città è il motore economico della Nuova Zelanda presentando un'economia molto diversificata e competitiva, mentre le proiezioni statistiche indicano che lo sviluppo demografico sarà più rapido di quello del resto della nazione ancora per molti decenni.
Secondo il Globalization and World Cities Research Network Auckland è una città globale di fascia Beta + per via della sua importanza commerciale, nel mondo delle arti e in quello dell'istruzione. L'Università di Auckland, fondata nel 1883, è la più grande della Nuova Zelanda. Le diverse istituzioni culturali della città, come l'Auckland War Memorial Museum, il Museum of Transport and Technology e l'Auckland Art Gallery Toi o Tāmaki, e i numerosi siti storici nazionali, i festival e i grandi eventi sportivi rendono Auckland una meta molto popolare. La città è servita dall'aeroporto di Auckland, nel quale transitano circa un milione di passeggeri al mese. Sebbene la città sia una delle più care al mondo, Auckland è comunque riconosciuta come una delle più vivibili del pianeta e con una delle più alte qualità di vita, occupando il terzo posto nella classifica stilata dal Mercer Quality of Living Survey del 2019.

## Geografia fisica

### Territorio

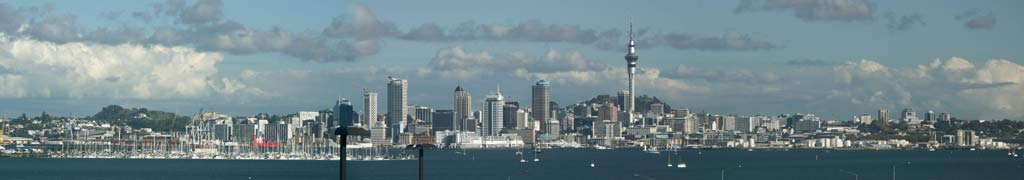
Veduta del centro di Auckland da North Shore, dominato dalla Sky Tower

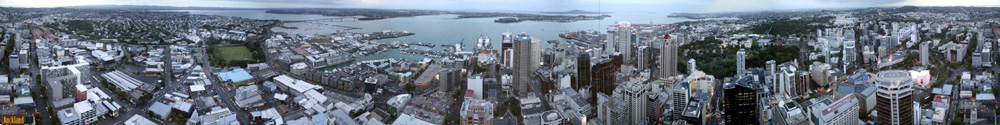
Panorama a 360° della città

La città si trova tra il Golfo di Hauraki a est, il porto di Manukau a sudovest e alcune colline a sudest e a ovest. La parte centrale dell'agglomerato urbano occupa uno stretto istmo, che divide i porti di Manukau (sul Mar di Tasman) e Waitemata (sull'Oceano Pacifico).

### Clima
Auckland ha un clima temperato, con estati calde e umide e inverni miti. Le temperature sono moderate dal fatto di trovarsi vicino alla costa: la media estiva normalmente è tra i 24 e i 27 gradi e raramente si superano i 30 gradi. Come in molti luoghi della Nuova Zelanda, anche ad Auckland piove spesso, 1.250 millimetri l'anno in media. Prima del 15 agosto 2011, l'unica precipitazione a carattere nevoso risaliva al 27 luglio 1939.
Durante i giorni invernali senza vento la città viene di solito avvolta in una cappa di smog, dovuto al fatto che quasi tutti i suoi abitanti si spostano con mezzi privati e che i controlli sulla qualità dell'aria non sono molto stringenti. Va anche detto comunque che Auckland è una città costiera e che quindi la minima brezza disperde gli inquinanti senza lasciarli accumulare come nelle grandi metropoli come Los Angeles o Città del Messico.

### Vulcani
Auckland si estende al di sopra di un'area vulcanica. Nella zona della città sono ben visibili una cinquantina di coni vulcanici, alcuni sotto forma di laghi, altri di isole, altri ancora di lagune; molti di questi in passato hanno prodotto colate laviche visibili ancora oggi. Tutti questi vulcani sono estinti, ma il campo vulcanico su cui si trova la città è solo allo stato quiescente.
Il più recente (e più grande) di questi vulcani, il Rangitoto, si è formato nel corso degli ultimi 1000 anni, nel corso dei quali le sue eruzioni hanno distrutto gli insediamenti maori della vicina isola di Motutapu. Questo vulcano, grazie alla sua forma simmetrica, alla sua posizione all'ingresso del porto di Waitemata e alla sua visibilità da quasi ogni punto della città, è diventato un'icona di Auckland. A causa del suo suolo fortemente acido l'isola su cui sorge il vulcano è disabitata da pressoché qualsiasi forma di vita animale, sia che si parli di uccelli che di insetti; l'unica eccezione sono alcune forme di vita vegetali che si sono adattate a crescere in quel terreno.

## Storia
La storia della città inizia intorno al 1350, quando vennero creati numerosi villaggi fortificati (soprattutto sui picchi vulcanici) da popolazioni maori che trovarono un territorio fertile e ricco. Prima dell'arrivo degli europei si stima che i māori stanziati qui fossero circa 20.000.
I primi europei arrivarono nel 1820, soprattutto si ricorda la figura di un missionario, Samuel Marsden, il primo europeo ad attraversare l'istmo della città e a porre le basi per la costruzione di un insediamento anglofono.
L'arrivo dei colonizzatori europei fu un evento che modificò enormemente la società maori: a causa delle armi da fuoco e delle malattie importate dall'esterno, i villaggi originari si spopolarono ben presto, anche se va detto che non c'è nessuna fonte storica che indichi che questo sia stato il risultato di una politica deliberata da parte degli europei. È un fatto però che, dopo le sanguinosissime guerre fratricide, i capitribù maori vendettero ai coloni le loro terre in cambio di qualche centinaio di utensili.
Nel 1840 il nuovo Governatore della Nuova Zelanda, William Hobson, scelse questa zona per costruirvi la nuova capitale della nazione. Però questa decisione non fu subito ritenuta ottimale, in quanto Port Nicholson (l'odierna città di Wellington) pareva una scelta migliore per la costituzione di una capitale amministrativa, grazie alla sua posizione geografica (Wellington si trova molto più vicino di Auckland all'Isola del Sud, che in quell'epoca si stava sviluppando molto rapidamente).
Nel 1841 Auckland contava 1 500 abitanti, nel 1864 ne contava già 12.423, e l'immigrazione rimase fortissima anche dopo che la città perse il suo stato di capitale nel 1865. Lo sviluppo urbano fu abbastanza caotico, soprattutto nella zona del porto. Dal 1º novembre 2010 Auckland è diventata una metropoli governata da un unico sindaco, ed è stata suddivisa in 13 circoscrizioni: Albany, Albert-Eden-Roskill, Franklin, Howick, Manukau, Manurewa-Papakura, Maungakiekie-Tamaki, North Shore, Orakei, Rodney, Waitakere, Waitematā Harbour e Whau. Oggi Auckland è pertanto un'area metropolitana che ingloba quelle che erano varie città, e questo spiega il fatto che la città si estenda su di un'area tanto vasta (per fare un esempio basta pensare che Londra ha sette volte più abitanti di Auckland, ma si estende su 1.579 chilometri quadrati in confronto ai 1.086 della città neozelandese).
In una città di queste dimensioni il trasporto pubblico è visto come poco concorrenziale rispetto al trasporto privato, anche se si sta cercando di limitare l'uso dei mezzi privati, soprattutto l'automobile. Studi statistici indicano che la popolazione dovrebbe raggiungere i 2 milioni di abitanti entro il 2050.

## Società
L’area urbana di Auckland ha una popolazione di 1 628 900 abitanti secondo le stime compiute da Statistics New Zealand nel giugno 2018, cifra che corrisponde al 33,3% della popolazione totale della Nuova Zelanda.
Sono molteplici i gruppi etnici ad essere rappresentati nella società di Auckland, fatto che rende la città la più cosmopolita della Nuova Zelanda. Gli europei, soprattutto i britannici, costituiscono la maggioranza della popolazione di Auckland, sebbene giochino un ruolo sostanziale anche i maori, gli isolani del Pacifico e gli asiatici. Auckland, d’altronde, possiede la più grande comunità cittadina di polinesiani al mondo. Al censimento del 2013 la città ospitava più di 13 gruppi etnici che rappresentavano più dell’1% della popolazione totale della città. I neozelandesi di origine europea sono la maggioranza (52,3%), mentre i māori arrivano al 10,7%. Hanno una presenza importante anche i cinesi (8,4%), gli indiani (7,5%) e i samoani (7,2%).
In totale, il 59,3% degli abitanti di Auckland ritiene di appartenere all’etnia europea, il 23,1% a quella asiatica, 14,6% a quella del Pacifico, il 10,7% a quella māori, l’1,9% a quella mediorientale, latinoamericana o africana e l’1,1% ad un’altra etnia.
Secondo i censimenti del 2001 e del 2006, la popolazione di Auckland apparteneva alle seguenti etnie:
| Etnie                               | 2001 (%) | 2001 (popolazione)   | 2006 (%) | 2006 (popolazione)   |
| ----------------------------------- | -------- | -------------------- | -------- | -------------------- |
| Europa                              | 66.9     | 830.600              | 53.6     | 698,622              |
| Isole del Pacifico                  | 14.9     | 185.000              | 13.7     | 177,936              |
| Asia                                | 14.6     | 181.000              | 18.0     | 234,222              |
| Maori                               | 11.5     | 142.800              | 10.5     | 137,133              |
| Medio Oriente/America Latina/Africa | n/a      | n/a                  | 1.4      | 18,555               |
| Altri                               | 01.3     | 16.140               | 00.0     | 57                   |
| 'Neozelandesi'                      | n/a      | n/a                  | 11.1     | 145,000              |
| Totale                              | 109.2    | 1,241,600 (abitanti) | 108.3    | 1,303,068 (abitanti) |

(Nota: la somma è più del 100% perché molte persone si consideravano appartenenti a più di un gruppo etnico, mentre la maggior parte del vistosissimo calo della percentuale degli europei è dovuta al fatto che la maggior parte di loro nel 2006 si è dichiarata "neozelandese").

## Cultura

### Istruzione

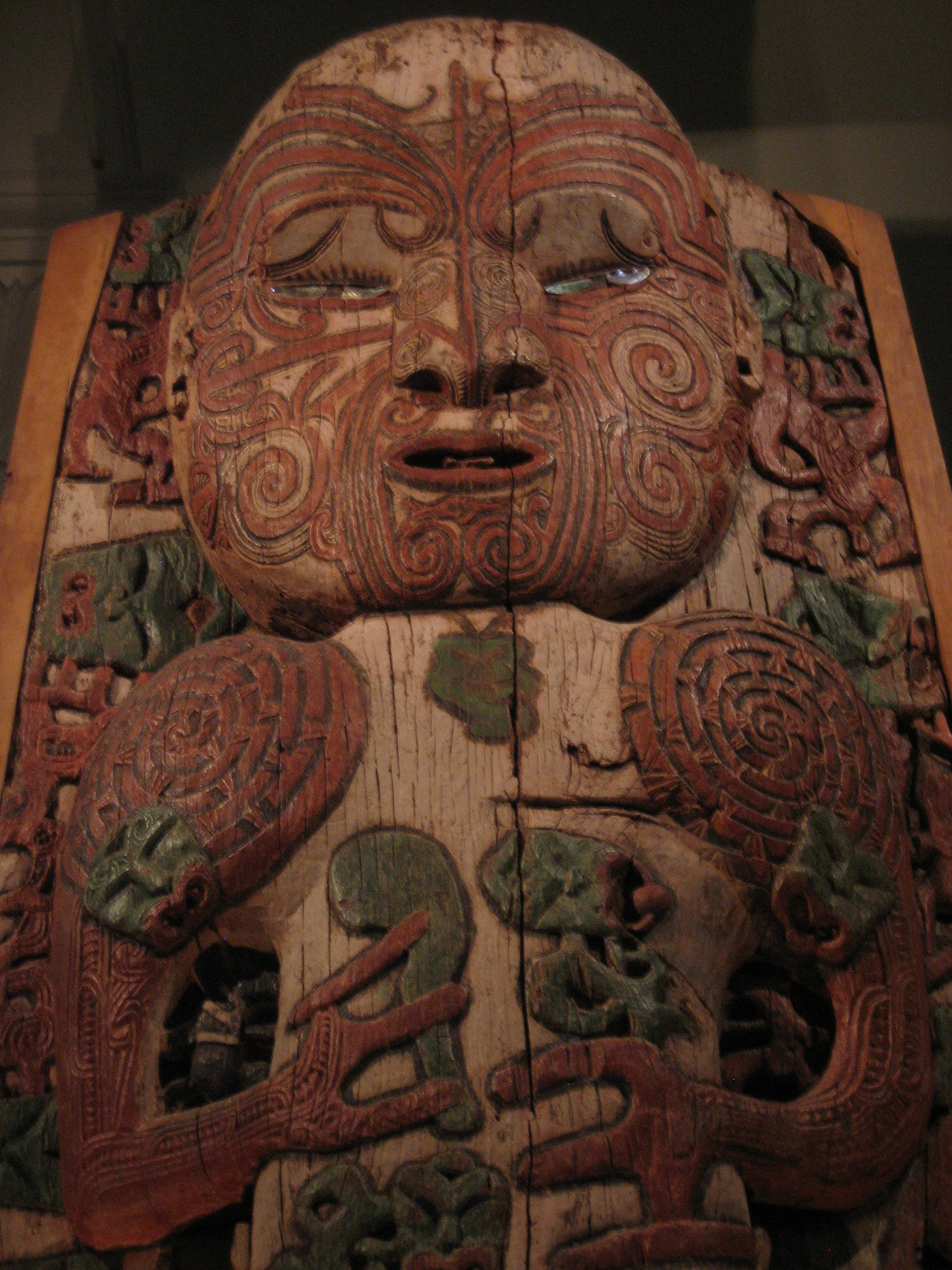
Una scultura della cultura Maori al Museo Nazionale di Auckland

La città ospita l'Università di Auckland, la maggiore del paese (nel 2012 aveva 32.600 studenti).
Vi ha sede anche la scuola secondaria St Peter's College (Auckland).

## Economia

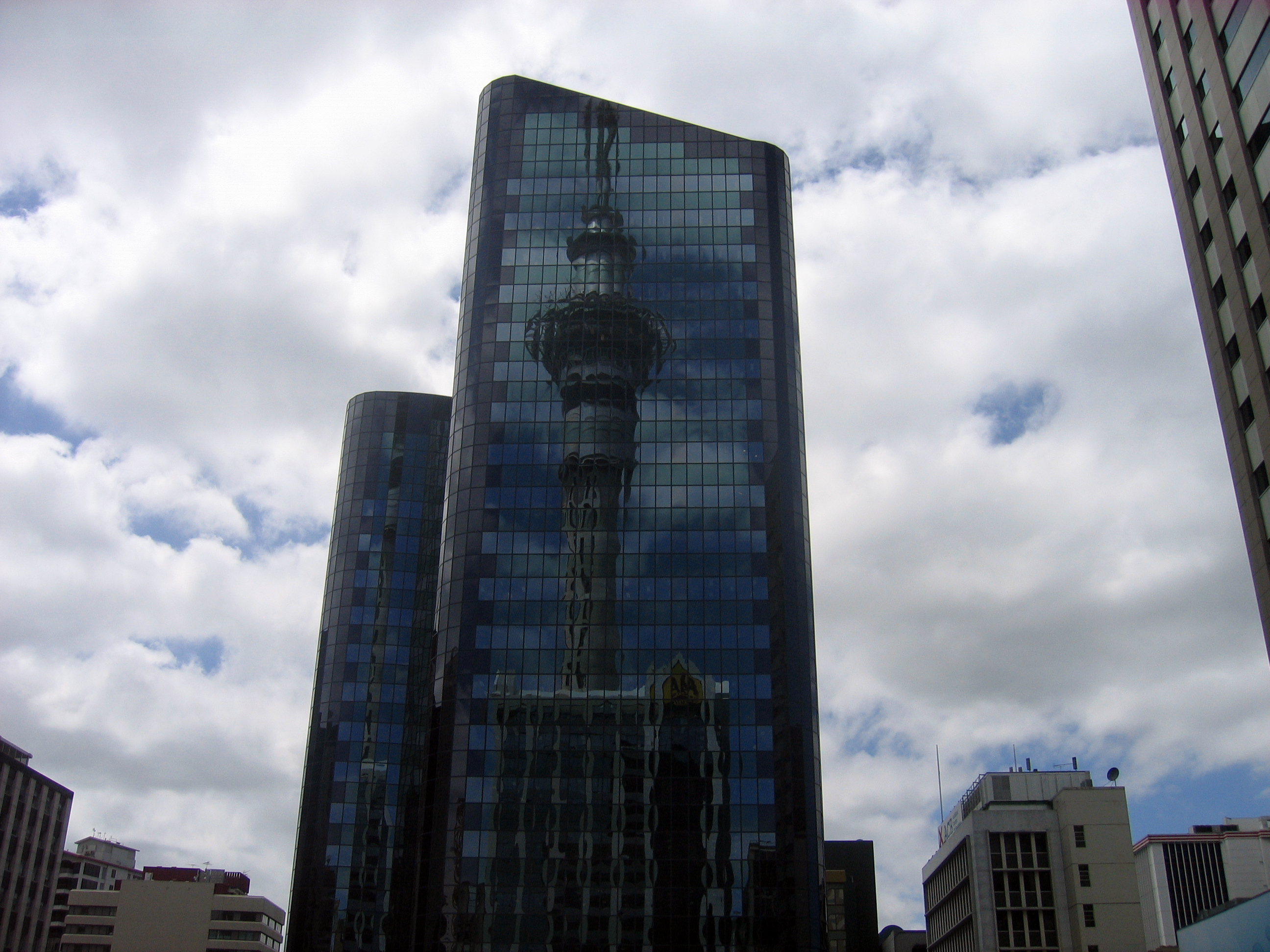
Le torri gemelle del National Bank Centre sono tra i più alti edifici della città

Auckland è il principale centro economico e finanziario della Nuova Zelanda. Possiede un’avanzata economia di mercato che ha nella finanza, nel commercio e nel turismo i suoi punti di forza. Buona parte dei grandi gruppi internazionali hanno un ufficio a Auckland; l’area da esse più ambita è quella della parte bassa di Queen Street e del Viaduct Basin nel centro cittadino, dove in effetti hanno loro filiali diverse aziende finanziarie e commerciali, le quali rappresentano una parte molto importante dell’economia del centro di Auckland. Le più grandi aree commerciali ed industriali della regione di Auckland sono proprio il centro stesso di Auckland e i quartieri occidentali di Manukau che per lo più costeggiano il porto di Manukau e l’estuario del fiume Tamaki.
Secondo il censimento del 2013 il settore con più occupati a Auckland era quello che includeva servizi professionali, scientifici e tecnici (11,4%), quello manifatturiero (9,9%), quello del commercio al dettaglio (9,7%), la sanità e l’assistenza sociale (9,1%) e l’istruzione (8,3%). Il settore manifatturiero era tuttavia quello con più occupati nelle aree di Henderson-Massey, Howick, Mangere-Otahuhu, Otara-Papatoetoe, Manurewa e Papakura e il commercio al dettaglio nella zona di Whau, mentre il settore dei servizi professionali, scientifici e tecnici rimaneva quello con più occupati nelle restanti parti della città.
Il prodotto interno lordo della città di Auckland è stato stimato, nel 2016, intorno ai 93,5 miliardi di dollari neozelandesi, equivalenti al 37,2% del PIL neozelandese di quell’anno. Il PIL pro capite di Auckland risultava invece essere di 58 717 NZ$, il terzo valore più alto del Paese dopo quello della regione di Taranaki e di Wellington e al di sopra della media nazionale di 54 178 NZ$.
Nel 2014 il reddito personale medio annuale di tutte le persone con più di 15 anni per la città di Auckland era di 41,860 NZ$, cifra che pone la città dietro alla sola Wellington in Nuova Zelanda.

## Infrastrutture e trasporti

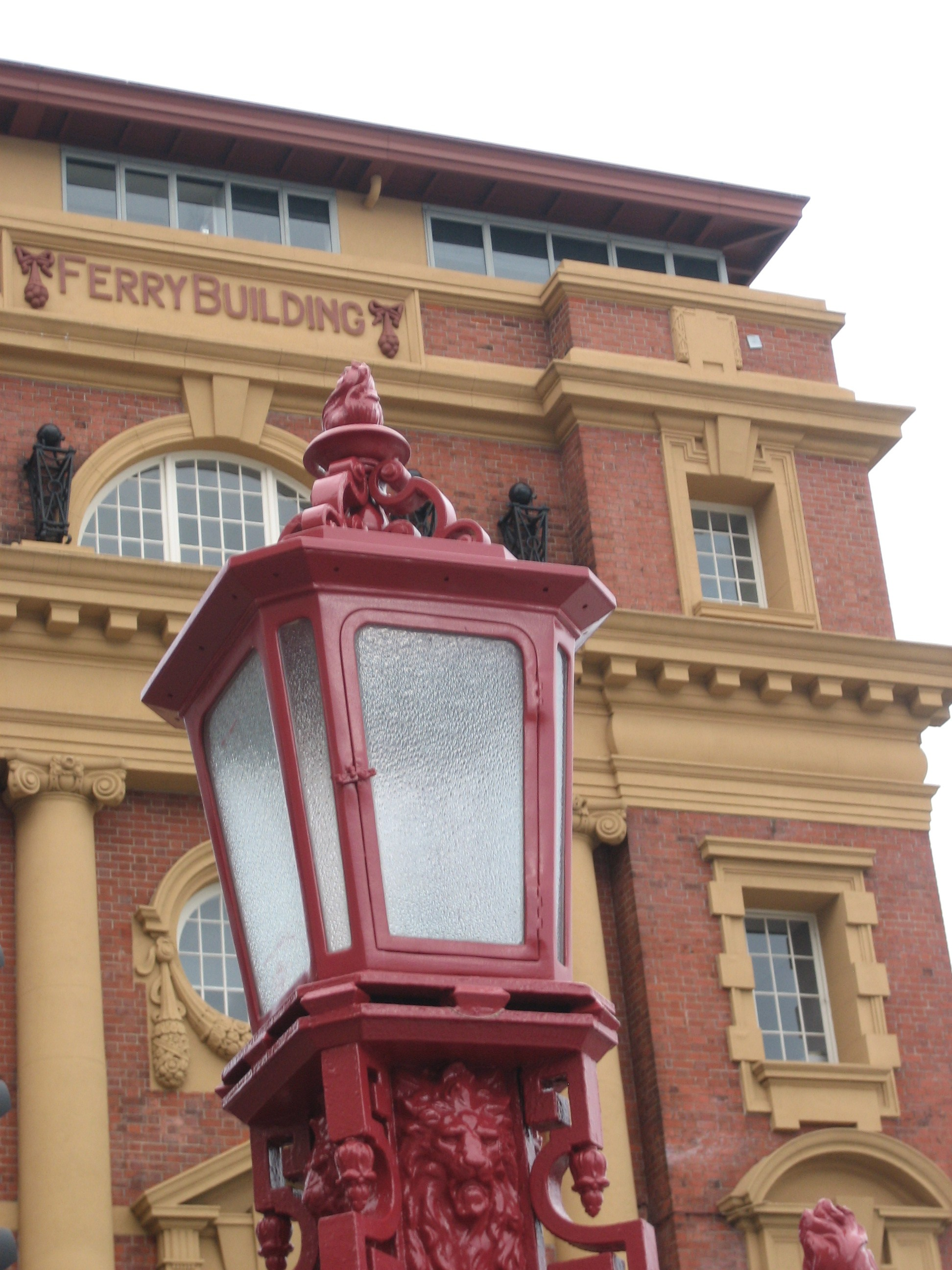
Il Palazzo della Stazione Marittima

Il trasporto pubblico ad Auckland è controllato dalla Auckland Transport, una società governativa che a sua volta riunisce più società private. Il servizio prevede collegamenti con tutte le aree della città, dal North Shore collegato tramite una linea automobilistica espressa (Northern Express), alla parte più meridionale della città. La città è servita dall'Aeroporto Internazionale di Auckland. È istituito un servizio di collegamento dall'aeroporto verso la città e viceversa, tramite dei pullman che partono ogni 15 minuti.

### Rete ferroviaria di Auckland

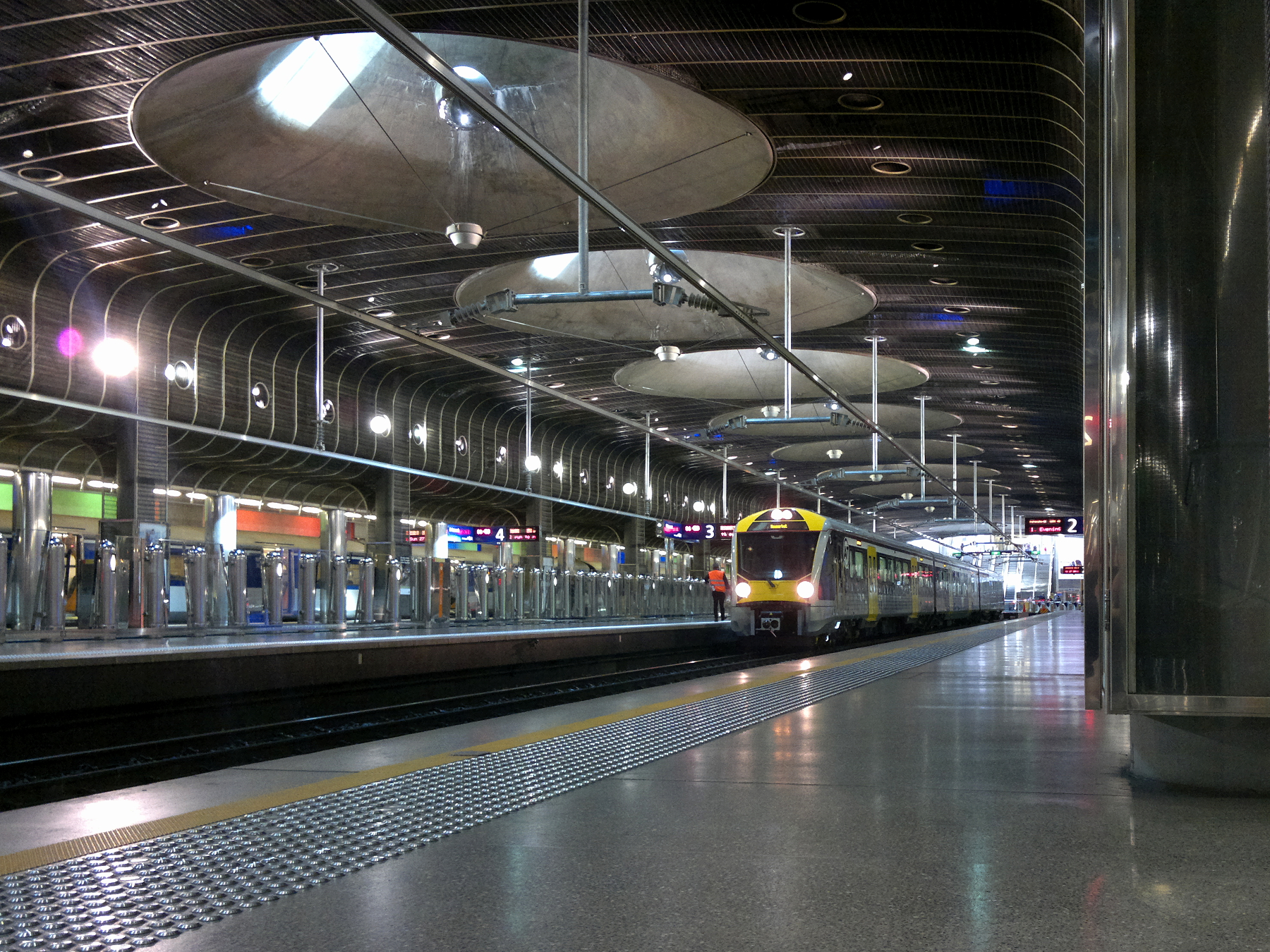
Interno della stazione di Britomart

L'area suburbana di Auckland è servita da un servizio ferroviario suburbano diviso in 4 linee: Southern Line (collegamenti fino a Papakura), Eastern Line (collegamenti fino a Manukau), Western Line (collegamenti fino a Swanson) e Onehunga Line (collegamenti fino a Onehunga). Stazione terminale di tutte le linee è Britomart, stazione principale della città e luogo di interscambio con bus per tutte le aree al di fuori del Downtown; questo vasto interscambio comprendente una stazione ferroviaria e decine di fermate automobilistiche viene definito Britomart Transport Centre, definito come il più importante hub d'interscambio dell'intero sistema di trasporto pubblico di Auckland.

## Relazioni internazionali

### Gemellaggi
Auckland è gemellata con:
- Los Angeles, dal 1976
- Tomioka (Fukushima), dal 1983 (Friendship city)
- Fukuoka, dal 1986
- Brisbane, dal 1988
- Shinagawa, dal 1989 (Friendship city)
- Canton, dal 1989
- Pusan, dal 1996

Inoltre nel 2007 è stato siglato un accordo di alleanza strategica tra le città di Auckland e Amburgo per favorire la crescita di settori chiave, come quello dell'industria creativa, delle biotecnologie e dell'istruzione.

## Sport
Lo sport più popolare è il rugby a 15, ad Auckland gioca le proprie partite interne la franchigia dei Blues, partecipanti al Super Rugby, e la Auckland Rugby Football Union, partecipanti al campionato nazionale neozelandese, la Mitre 10 Cup. Nei sobborghi della città sono presenti il North Harbour Rugby Union e il Counties Manukau Rugby Football Union. Nel rugby a 13 la squadra di punta è NZ Warriors che rappresentano l'intera nazione nel campionato australiano National Rugby League e giocano nel Mount Smart Stadium.
Nel calcio è presente il club calcistico Auckland City Football Club che è la squadra calcistica più titolata della Nuova Zelanda e delľ'Oceania, vanta dieci campionati nazionali e tredici OFC Champions League. Altre società sono Waitakere United e Eastern Suburbs Association Football Club. Fino al 2007 era attivo il NZL Knights che partecipava all'A-League australiana ma a causa del basso numero di spettatori che assistevano alle partite del North Harbour Stadium la licenza le venne revocata.
Per la pallacanestro sono presenti i New Zealand Breakers giocano alla Spark Arena e partecipano alla National Basketball League, torneo vinto in quattro occasioni.
Ad Auckland è nata la scuola di fitness Les Mills International.

### Eventi sportivi
Le edizioni della Coppa del Mondo di rugby 1987 e 2011 hanno visto Auckland come sede di numerose partite nonché delle relative finali vinte dai padroni di casa degli All Blacks.
Nel tennis sono due i tornei di rango internazionale che vengono disputati ad Auckland, ASB Classic (WTA) e l'Auckland Open.
Manifestazioni multi-sportive di rilievo sono state i Giochi del Commonwealth ospitati dalla città nel 1950 e nel 1990.
Nel 2000, 2003, 2021 Auckland è stata teatro del torneo di vela dell'Coppa America.

## Nei media
La trama del videogioco The NewZealand Story si svolge ad Auckland.